# 阮德理
阮德理（越南语：／，1874年—？年），越南阮朝官員。

## 生平
阮德理是乂安省興元府宜祿縣安場總安場社中美村（今屬乂安省榮市）人，嗣德二十七年（1874年）出生。成泰十二年（1900年），阮德理參加乂安場鄉試，考中舉人。成泰十九年（1907年），庭試考中第二甲進士出身。後授光祿寺少卿，領清化督學。後升鴻臚寺卿致事。